# Сехас, Агустин
Агустин Марио Сехас (исп. Agustín Mario Cejas; 22 марта 1945, Буэнос-Айрес — 14 августа 2015) — аргентинский футболист, вратарь. Играл за клубы Аргентины и Бразилии. Рекордсмен по количеству матчей за «Расинг Авельянеда».

## Биография
Сехас присоединился к молодёжной команде «Расинга» в 1959 году в возрасте 13 лет. Он дебютировал за первую команду в 1962 году в возрасте 17 лет. В 1966 году он помог «Расингу» выиграть аргентинскую Примеру. В следующем году «Расинг» выиграл Кубок Либертадорес 1967, став чемпионом Южной Америки единственный раз в своей истории. Клуб развил успех, победив «Селтик» в Межконтинентальном кубке, таким образом «Расинг» стал первым аргентинским клубным чемпионом мира.
В 1970 году Сехас присоединился к «Сантосу» из Бразилии, где играл вместе с Пеле. В 1973 году Сехас помог «Сантосу» выиграть Лигу Паулиста и получил престижную награду Золотой мяч Бразилии как лучший игрок в стране.
Сехас вернулся в Аргентину в 1975 году, где провёл полсотни матчей за «Уракан», затем он вернулся в Бразилию, чтобы присоединиться к «Гремио».
В 1977 году Сехас вернулся в «Расинг», где играл до 1980 года. К концу второго периода с клубом он установил клубный рекорд в 313 матчей чемпионата. Затем он перешёл в «Ривер Плейт» и был частью команды, которая выиграла чемпионат в 1981 году.
Сехас играл за Аргентину на Панамериканских играх 1963 и на Летних Олимпийских играх 1964.
14 августа 2015 года Агустин Сехас умер от болезни Альцгеймера.